# 1853 McElroy
1853 McElroy este un asteroid din centura principală, descoperit pe 15 decembrie 1957.